# 斎藤修 (ジャーナリスト)
斉藤 修（さいとう おさむ、1964年12月5日 - ）は、日本の競馬ライター・競馬評論家。

## 人物
有限会社レイヤード（社長は市丸博司）在籍時より地方競馬全国協会会報・「ハロン」編集長を務める。レイヤード退職後、個人事務所である株式会社サイツを設立（ハロン編集長は継続）。ハロン休止を経て、「ウェブハロン」、日本中央競馬会会報・「優駿」、「週刊競馬ブック」などの競馬関連の雑誌・ウェブサイトなどでコラムを執筆。
衛星放送のテレビ番組・グリーンチャンネルの『地・中・海ケイバモード』『グリーンチャンネル地方競馬中継』　『アタック!地方競馬』などでも地方競馬のレース解説者として知られている。
レイヤード在籍時は競馬関連以外にパソコン関連の解説本の編集も担当している。